# Девущино
Дивущино (Дивушино, Девощина) — деревня в Окуловском муниципальном районе Новгородской области, относится к Боровёнковскому сельскому поселению.
Деревня расположена на левом берегу реки Язовка на Валдайской возвышенности, в 28 км к северо-западу от Окуловки (47 км по автомобильной дороге), до административного центра сельского поселения — посёлка Боровёнка 18 км (30 км по автомобильной дороге).
Неподалёку, в 1,5 км от Девущина расположены деревни: Шарово на севере, и Сельцо-Никольское на востоке.
| 2010 |
| ---- |
| 0    |

## История
До 2005 года деревня входила в число населённых пунктов подчинённых администрации Каёвского сельсовета.

## Транспорт
Ближайшая железнодорожная станция расположена в Боровёнке. В 1,5 км от деревни (в Сельце-Никольском) проходит автомобильная дорога Боровёнка — Висленев Остров — Любытино.